# COLP / CONP
COLP, CONP, COLR и CONR — англоязычные аббревиатуры, обозначающие телефонные услуги, связанные с отображением или сокрытием номера и имени (или названия, должности) вызываемого абонента на дисплее телефонного аппарата вызывающего абонента после установления соединения. Функция имеет смысл только для телефонных аппаратов позволяющих отображать на экране набранный номер и имя вызываемого пользователя.  
Визуально сочетание услуг CONP и COLP аналогично тому, что отображается у пользователя современного мобильного телефона с дисплеем или смартфона, когда он совершает вызов абоненту, внесенному в его адресную книгу (программный телефонный справочник). Однако, услуги CONP и COLP позволяют отображать не локальные пользовательские данные вызываемого абонента (то есть сохранённые в адресной книге) звонящего, а получаемую информацию о вызываемом абоненте с его телефонной станции, причём с учётом переадресации и т. п. Услуга подробно описана в документации по ISDN.
Применяется эти ДВО, как правило, во внутренних телефонных сетях на предприятиях, в бизнесе, в ведомствах и в других организациях использующих  корпоративные офисные АТС, IP-АТС или услугу Centrex / FMC / виртуальная АТС от телекоммуникационной компании. Однако, такую услугу предоставляют и некоторые операторы мобильной связи.

## COLP
COLP (от англ. Connected Line identification Presentation) — услуга, подразумевающая представление идентификации подключённой линии, то есть номера ответившего абонента. 
Даёт возможность вызывающему абоненту отобразить на дисплее телефонного аппарате идентификацию номера того абонента, который в действительности принял вызов.
Пример:
- при звонке с номера «А» на номер «Б» на дисплее аппарата вызывающего абонента «А» отображается номер «Б»;
- при подключенной услуге COLP в рамках вызова с номера «А» на номер «Б» на котором установлена переадресация на номер «В», на дисплее аппарата вызывающего абонента «А» отображается номер «В».

## CONP
Дополнительно к COLP может предоставляться услуга CONP (от англ. Connected Name Presentation) — отображение в дополнении к номеру имени, должности или текстового названия для номера ответившего абонента. Эта услуга, как правило используется во внутренних телефонных сетях предприятий и организаций, использующих цифровые УПАТС или IP-АТС, Виртуальные АТС, где у каждого пользователя, кроме номера указывается текстовое описание — то есть понятное название, имя и фамилия или должность и т. п.
Пример:
- при звонке с номера «А» на номер «Б» на дисплее аппарата вызывающего абонента «А» отображается не только номер но и имя (или должность, текстовое описание) абонента «Б», как указано в его учётной записи;
- при подключенной услуге COLP в рамках вызова с номера «А» на номер «Б» на котором установлена переадресация на номер «В», на дисплее аппарата вызывающего абонента «А» отображается текстовое описание номер абонента «В».

## Запрет COLP и CONP
Услуги запрета отображения номера и имени ответившего абонента, получили название COLR и CONR (от англ. COnnected Line identification Restriction и COnnected Name Restriction) соответственно.
 Применяются, когда при разрешении отображения вызываемого пользователя требуется сделать обратную операцию, т.е запрет для определённых случаев.

Пример:
- абонент «А» вызывает абонента с номером «Б», у которого установлена переадресация на номер «В», при этом звонящий абонент не видит номер «В» на дисплее своего телефона.